# 岛屿龙属
岛屿龙属（属名：Sektensaurus，在特维尔切语中意为“岛屿蜥蜴”）是鸟脚类恐龙的一个属，可能是一种薄板类，生存于白垩纪晚期（坎帕阶至马斯特里赫特阶）的阿根廷巴塔哥尼亚。其残骸发现于戈尔福·圣豪尔赫盆地拉格·科勒维瓦皮组的河流凝灰岩中。模式种和唯一物种是圣胡安博斯科岛屿龙（S. sanjuanboscoi）。
岛屿龙是巴塔哥尼亚中部的第一个非鸭嘴龙科的鸟脚类。该属的发现增加了鸟脚类动物的解剖学知识，并为生活在白垩纪末南极附近巴塔哥尼亚的恐龙动物群的组成增加了新的数据。